# 鮑富達
鮑富達，MBE（1934年6月24日—2018年5月24日），英國殖民地官員及企業管理人員。
鮑富達於1960年至1974年間在香港政府任職，出任的主要職位包括總督特派廉政專員公署防貪及行政處長，以及大埔理民官。期間，他在六七暴動的文錦渡事件中成為新聞人物。
1974年，他離開公務員行列，加入香港置地任職，並於1978年升任為總經理。然則，由於置地在其任內過度擴張，其急進的投資風格令公司深陷於大量地產項目之中，結果導致置地在1983年的港元危機中嚴重虧蝕，負債高達超過150億港元，更一度危及互相持股的怡和洋行之財政狀況。最後，他為事件負責而引咎辭職。

## 生平

### 早年生活
鮑富達於1934年6月在英國白金漢郡出生，曾攻讀法律但肄業，其後取得文學士學位，並於1960年1月加入香港政府任政務官。同年2月15日，他被派往輔政司署任助理輔政司，但在兩日後調任副大埔理民官一職。1963年7月，他離任理民府，並於翌年2月起任徙置事務處行動部門的政務官。1965年6月至12月間，因時任副大埔理民官汪達士任期屆滿而返英度假，他因而回任此職。1966年1月，時任大埔理民官韋彥慈任滿返英度假，港府決定直接扶正他任理民官。

### 大埔理民官
鮑富達在任大埔理民官約兩年間，主要處理的問題為大埔新市鎮建設及興建船灣淡水湖的拆遷安排。在大埔新市鎮方面，供應自來水工程在其前任韋彥慈任內已開始，但工期曾多度延誤。鮑富達保持與地方人士定期匯報及監察工程進度，最終上水及大埔的自來水供應系統在1967年起啟用。另外，鮑富達亦回應大埔居民對增加文康設施的訴求，大埔首座具有完善配備的運動場在其任內動工；而大埔首家現代化戲院「寶華戲院」，亦在1967年2月在鮑富達主禮下開幕。在都市建設上，鮑富達於1967年提出興建大埔工業邨，使居民能在區內就業。
就興建船灣淡水湖方面，鮑富達協助受興建水庫而需要調遷的六村村民進行分配抽籤，以及處理補償安排，例如協助居民將氏族宗祠遷移至異地安置。

#### 六七暴動
1967年中，六七暴動在其轄區沙頭角一帶愈演愈烈，鮑富達在當時經常被《大公報》以「如不低頭認罪將有嚴重後果」、「強奸民意」、「白皮豬」等字眼威嚇。同年7月，邊界地區爆發沙頭角槍戰，數百名大陸民兵闖入英界攻擊警員。同月，他拒絕沙頭角村左派代表要求釋放被捕人士及賠償損失的要求，同時按照新界民政署長的要求，撤銷承認十名左派村代表的資格，包括沙頭角聯鄉會（即後來的沙頭角鄉事委員會）的副主席。
同年8月，鮑富達在英界的文錦渡警崗兩度被大陸工人包圍後到場調停。8月10日，鮑富達一行人被大陸工人圍困於警崗內，其後更被他們以利器及手槍指嚇，被逼簽下「認罪保證書」。事後，港府立即封鎖除羅湖關卡外的中港邊界，以及拒絕承認「認罪保證書」。事後，鮑富達曾訪問轄區的偏遠地方，包括沙頭角及西貢北約，向村民保證港府維持治安的决心。同時，他亦與各鄉事委員會保持聯絡，肯定他們舉報破壞安寧的行徑之努力。其後，鮑富達於1967年11月卸任理民官並返英度假，遺缺由馬禮樂繼任。

### 後期公職生涯
1968年1月，鮑富達升任為高級政務官，並於聯合部隊參謀學院進修半年。此後，他在港府內轉任與防務有關的職位。1968年9月，他回港出任助理防衛司的職務，並於1969年1月改任皇家香港警務處政務秘書。1970年6月，鮑富達升任為首長級丙級政務官。1972年，鮑富達離任警務處，並前往英國皇家國防研究學院深造，同年元旦獲授MBE勳銜。1973年4月，他調職至輔政司署防衛科任職，同年7月出任副保安司，9月升任首長級乙二級政務官。
1973年10月，鮑富達奉委為新成立的總督特派廉政專員公署之防貪及行政處長，即專員姬達爵士的副手。期間，他指出政府機構工作效率差是導致貪污流弊的原因。然則，他在廉政公署工作不足半年後，便於翌年3月辭職從商。廉政專員姬達認為他對策劃公署工作有極大貢獻，認為他的決定非常可惜。鮑富達則對其決定感到抱歉，但指出「為我本人及我家人利益著想，我認為我的做法是正確的」。

### 香港置地
1974年末，鮑富達加入香港置地任職，早期在該公司駐雅加達的分部工作，負責開發住宅項目及娛樂業。1977年10月，鮑富達接替退休的羅弼時，任置地的常務董事兼總經理。就任置地總經理後，鮑富達在1978年末起發生的九龍倉集團股權爭奪事件中有著重要角色。

#### 九龍倉集團股權爭奪事件
當時，九龍倉集團雖然由怡和洋行的主要股東凱瑟克家族任管理層，但怡和實際只持有九龍倉少量股權。因而，長江實業主席李嘉誠與「船王」包玉剛認為有機可乘，開始合作頻頻收購九龍倉集團的股份，有意爭奪該公司的控制權，後來演變成股權爭奪事件。1979年底，時任怡和洋行主席紐璧堅拒絕已加入九倉董事局的包玉剛，要求他的公司在董事局內的席位增加一倍的要求，並反建議委任鮑富達進入九倉董事局。最後，在雙方妥協下，鮑富達成為九倉董事局的一員，而包玉剛的要求亦獲通過。
1980年6月，鮑富達趁包玉剛赴歐參與船東會議時，突襲式宣布換股提案，以兩股置地股份及一股九倉股份（約以港幣100元換取一股75元的九倉股份），由持股九倉20%增購至49%。這引發包玉剛立刻返港宣布以每股105元的價格增購九倉股份，最後置地出售的股份佔包氏購入的股份一半，從中賺取近七億元。當時的評論形容，置地售股的行為是「含笑斷腕」，包玉剛雖然如願控制九龍倉，但造成相當大的損失。

#### 急進投資
研究粵港澳經濟史的學者馮邦彥認為，鮑富達在九龍倉事件後開始改變置地的投資方式，公司由以往傾向保守、穩健，轉變成急進式的投資風格。1980年，置地因前述的售股和出售金門大廈予佳寧集團而獲得豐厚的非經常利潤，因而開始涉足大量地產項目及收購活動，結果埋下了集團債台高築的禍根。

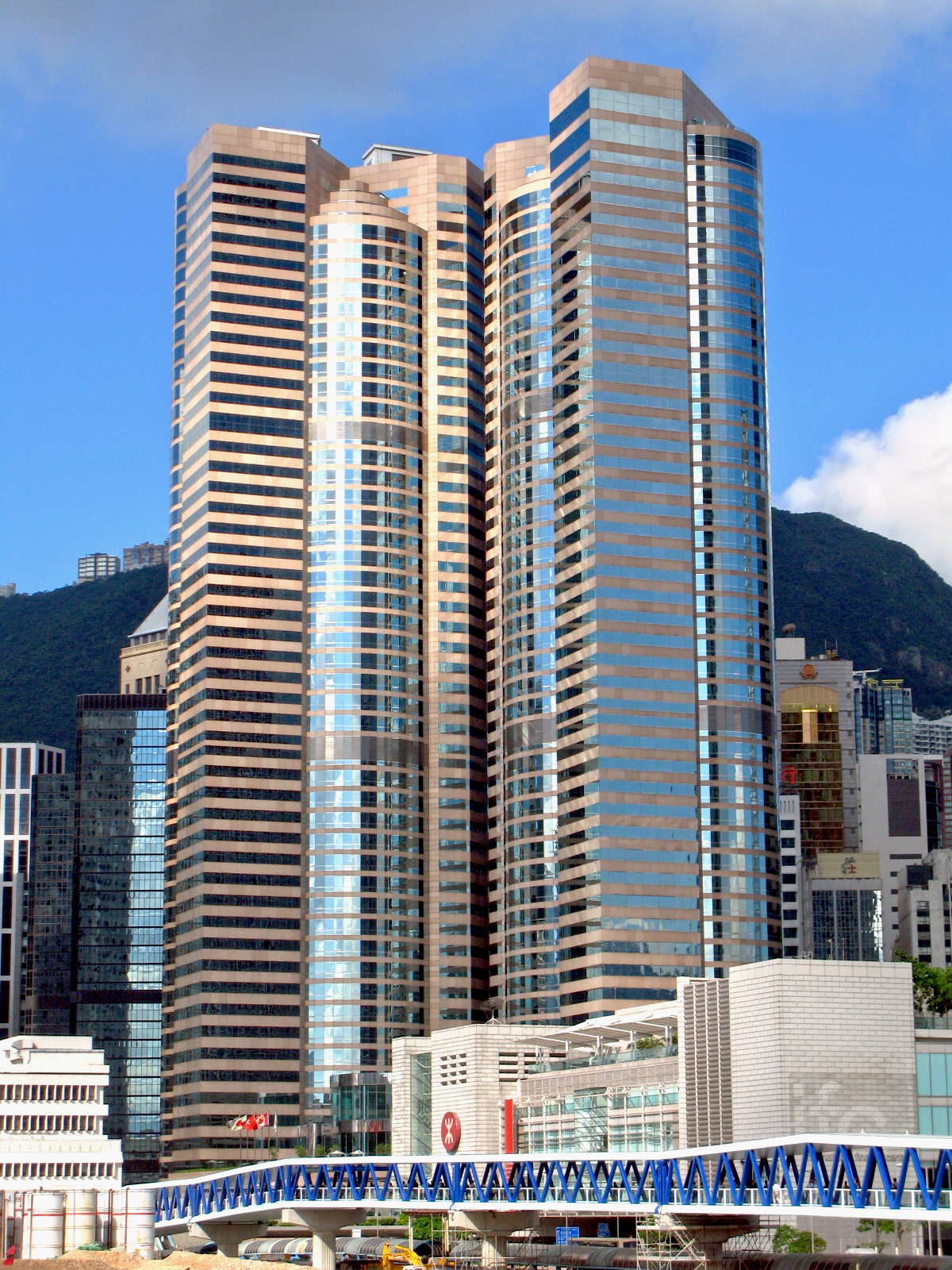
後來發展成交易廣場的中區「地王」

1980年，置地與信和集團合組財團，以13億投得白筆山的地皮（後來發展成紅山半島）。同年，置地與佳寧集團合組財團以28億元購入美麗華酒店舊翼地皮，創下了一時的世界紀錄。1982年2月，置地以47.55億元的購入中區海旁的「地王」（後來發展成交易廣場）。此交易在成交後引起轟動，更成為當時世界上金額最龐大的地產交易。另外，置地在這段時間內亦與包括遠東發展、恒隆集團、香港小輪內的約30間公司合作，發展超過70個地產項目。除投資地產外，置地亦有意發展成橫跨多元產業的綜合企業，曾於1981年12月及1982年4月兩度展開「破曉突擊」行動，以35億港元分別收購香港電話及香港電燈各34.9%股權。
1982年9月，英國首相戴卓爾夫人訪華，香港前途問題正式成為談判桌上的話題。馮邦彥指出，當時香港地產及股市在過往七至八年間不斷上漲，早已處於過熱狀態。然則，紐璧堅和鮑富達對經濟前景盲目樂觀，同時希望利用擴張來彌補失去九龍倉的損失。結果，在香港前途問題明朗化後，香港地產及股市開始急速下滑，結果置地在1983年首度出現虧損，金額多達近16億元，集團總負債高達150億元，成為當時香港負債最嚴重的公司。1983年9月，紐壁堅和鮑富達因此而問責下台，怡和及置地再度由大股東凱瑟克家族接任管理層。其後，置地在西門·凱瑟克主政下，透過出售非核心資產、停止及延遲地產計劃，以及債務重組，成功令集團擺脫危機。

### 往後生涯
鮑富達在離任置地後，返回英國白金漢郡的老家居住，並曾於1991年至2015年間，任當地多家小型公司的董事。2018年5月24日，鮑富達於白金漢郡離世，享年83歲。

## 個人生活
鮑富達熱愛欖球，對香港欖球總會的發展貢獻良多，並曾任該會的副主席，在1979年一度代理主席一職。1960年代，他為該會的欖球運動員主力，並於1965年代表香港前往日本參與比賽。

## 榮譽
- 大英帝國員佐勳章（M.B.E.） （1972年）[2]